# Tour de Langkawi 2006
Il Tour de Langkawi 2006, undicesima edizione della corsa, si svolse dal 3 al 12 febbraio su un percorso di 1165 km ripartiti in 10 tappe. Fu vinto dal sudafricano David George della Relax-GAM davanti agli italiani Francesco Bellotti e Gabriele Missaglia. Fu la seconda vittoria consecutiva di un ciclista sudafricano in questa gara, dopo il successo di Ryan Cox nell'edizione precedente.

## Tappe
| Tappa  | Data        | Percorso                            | km    | Vincitore di tappa  | Leader cl. generale |
| ------ | ----------- | ----------------------------------- | ----- | ------------------- | ------------------- |
| 1ª     | 3 febbraio  | Kuala Lumpur > Rawang               | 81,1  | Maximiliano Richeze | Maximiliano Richeze |
| 2ª     | 4 febbraio  | Tanjung Malim > Sitiawan            | 164,7 | Guillermo Bongiorno | Maximiliano Richeze |
| 3ª     | 5 febbraio  | Lumut > Cameron Highlands           | 150,3 | Saul Raisin         | David George        |
| 4ª     | 6 febbraio  | Tapah > Kuala Selangor              | 144,5 | José Serpa          | David George        |
| 5ª     | 7 febbraio  | Menara Telekom > Genting Highlands  | 99,7  | José Serpa          | David George        |
| 6ª     | 8 febbraio  | Shah Alam > Tampin                  | 187,7 | Laurent Mangel      | David George        |
| 7ª     | 9 febbraio  | Muar > Kota Tinggi                  | 188,2 | Elio Aggiano        | David George        |
| 8ª     | 10 febbraio | Yong Peng > Segamat                 | 72,7  | Sébastien Hinault   | David George        |
| 9ª     | 11 febbraio | Melaka > Melaka (cron. individuale) | 16,2  | Sergiy Matveyev     | David George        |
| 10ª    | 12 febbraio | Kuala Lumpur > Kuala Lumpur         | 60    | Ángel Vallejo       | David George        |
| Totale | Totale      | Totale                              | 1165  |                     |                     |

## Dettagli delle tappe

### 1ª tappa
- 3 febbraio: Kuala Lumpur > Rawang – 81,1 km

| Pos. | Corridore           | Squadra | Tempo    |
| ---- | ------------------- | ------- | -------- |
| 1    | Maximiliano Richeze | Panaria | 1h43'53" |
| 2    | Erki Pütsep         | AG2R    | s.t.     |
| 3    | Takashi Miyazawa    | Vang    | s.t.     |

| Pos. | Corridore           | Squadra   | Tempo    |
| ---- | ------------------- | --------- | -------- |
| 1    | Maximiliano Richeze | Panaria   | 1h43'43" |
| 2    | Erki Pütsep         | AG2R      | s.t.     |
| 3    | Steffen Radochla    | Wiesenhof | a 4"     |

### 2ª tappa
- 4 febbraio: Tanjung Malim > Sitiawan – 164,7 km

| Pos. | Corridore           | Squadra   | Tempo    |
| ---- | ------------------- | --------- | -------- |
| 1    | Guillermo Bongiorno | Panaria   | 3h59'24" |
| 2    | Maximiliano Richeze | Panaria   | s.t.     |
| 3    | Steffen Radochla    | Wiesenhof | s.t.     |

| Pos. | Corridore           | Squadra   | Tempo    |
| ---- | ------------------- | --------- | -------- |
| 1    | Maximiliano Richeze | Panaria   | 5h43'01" |
| 2    | Steffen Radochla    | Wiesenhof | a 6"     |
| 3    | Erki Pütsep         | AG2R      | s.t.     |

### 3ª tappa
- 5 febbraio: Lumut > Cameron Highlands – 150,3 km

| Pos. | Corridore    | Squadra         | Tempo    |
| ---- | ------------ | --------------- | -------- |
| 1    | Saul Raisin  | Crédit Agricole | 4h03'55" |
| 2    | David George | Relax-GAM       | s.t.     |
| 3    | Darren Lill  |                 | a 17"    |

| Pos. | Corridore          | Squadra      | Tempo    |
| ---- | ------------------ | ------------ | -------- |
| 1    | David George       | Relax-GAM    | 9h47'06" |
| 2    | Gabriele Missaglia | Selle Italia | a 40"    |
| 3    | Cesar Grajales     | Navigators   | a 2'22"  |

### 4ª tappa
- 6 febbraio: Tapah > Kuala Selangor – 144,5 km

| Pos. | Corridore         | Squadra         | Tempo    |
| ---- | ----------------- | --------------- | -------- |
| 1    | José Serpa        | Selle Italia    | 3h17'46" |
| 2    | Evan Oliphant     | ReCycling.co.uk | a 15"    |
| 3    | Christophe Riblon | AG2R            | a 17"    |

| Pos. | Corridore          | Squadra      | Tempo     |
| ---- | ------------------ | ------------ | --------- |
| 1    | David George       | Relax-GAM    | 13h07'52" |
| 2    | Gabriele Missaglia | Selle Italia | a 40"     |
| 3    | Cesar Grajales     | Navigators   | a 2'22"   |

### 5ª tappa
- 7 febbraio: Menara Telekom > Genting Highlands – 99,7 km

| Pos. | Corridore                 | Squadra      | Tempo    |
| ---- | ------------------------- | ------------ | -------- |
| 1    | José Serpa                | Selle Italia | 3h01'00" |
| 2    | Jose Miguel Elias Galindo | Relax-GAM    | a 1'28"  |
| 3    | Massimo Iannetti          |              | a 1'33"  |

| Pos. | Corridore          | Squadra         | Tempo     |
| ---- | ------------------ | --------------- | --------- |
| 1    | David George       | Relax-GAM       | 16h10'33" |
| 2    | Gabriele Missaglia | Selle Italia    | a 1'57"   |
| 3    | Francesco Bellotti | Crédit Agricole | a 2'19"   |

### 6ª tappa
- 8 febbraio: Shah Alam > Tampin – 187,7 km

| Pos. | Corridore          | Squadra  | Tempo    |
| ---- | ------------------ | -------- | -------- |
| 1    | Laurent Mangel     | AG2R     | 4h16'53" |
| 2    | Gene Michael Bates | Team LPR | s.t.     |
| 3    | Yoann Le Boulanger | Bouygues | s.t.     |

| Pos. | Corridore          | Squadra         | Tempo     |
| ---- | ------------------ | --------------- | --------- |
| 1    | David George       | Relax-GAM       | 20h27'42" |
| 2    | Gabriele Missaglia | Selle Italia    | a 1'57"   |
| 3    | Francesco Bellotti | Crédit Agricole | a 2'19"   |

### 7ª tappa
- 9 febbraio: Muar > Kota Tinggi – 188,2 km

| Pos. | Corridore         | Squadra    | Tempo    |
| ---- | ----------------- | ---------- | -------- |
| 1    | Elio Aggiano      | Team LPR   | 4h21'36" |
| 2    | Russell Downing   | DFL        | a 3"     |
| 3    | Bernard Van Ulden | Navigators | s.t.     |

| Pos. | Corridore          | Squadra         | Tempo     |
| ---- | ------------------ | --------------- | --------- |
| 1    | David George       | Relax-GAM       | 24h49'25" |
| 2    | Gabriele Missaglia | Selle Italia    | a 1'57"   |
| 3    | Francesco Bellotti | Crédit Agricole | a 2'19"   |

### 8ª tappa
- 10 febbraio: Yong Peng > Segamat – 72,7 km

| Pos. | Corridore         | Squadra         | Tempo    |
| ---- | ----------------- | --------------- | -------- |
| 1    | Sébastien Hinault | Crédit Agricole | 1h33'33" |
| 2    | Mark Cavendish    | Sparkasse       | s.t.     |
| 3    | Samuele Marzoli   | Team LPR        | s.t.     |

| Pos. | Corridore          | Squadra         | Tempo     |
| ---- | ------------------ | --------------- | --------- |
| 1    | David George       | Relax-GAM       | 26h22'58" |
| 2    | Gabriele Missaglia | Selle Italia    | a 1'57"   |
| 3    | Francesco Bellotti | Crédit Agricole | a 2'19"   |

### 9ª tappa
- 11 febbraio: Melaka > Melaka (cron. individuale) – 16,2 km

| Pos. | Corridore       | Squadra    | Tempo  |
| ---- | --------------- | ---------- | ------ |
| 1    | Sergiy Matveyev | Panaria    | 19'39" |
| 2    | David McCann    | Giant Asia | a 32"  |
| 3    | Stef Clement    | Bouygues   | a 36"  |

| Pos. | Corridore          | Squadra         | Tempo     |
| ---- | ------------------ | --------------- | --------- |
| 1    | David George       | Relax-GAM       | 26h43'55" |
| 2    | Francesco Bellotti | Crédit Agricole | a 1'52"   |
| 3    | Gabriele Missaglia | Selle Italia    | a 1'56"   |

### 10ª tappa
- 12 febbraio: Kuala Lumpur > Kuala Lumpur – 60 km

| Pos. | Corridore     | Squadra   | Tempo |
| ---- | ------------- | --------- | ----- |
| 1    | Ángel Vallejo | Relax-GAM |       |

| Pos. | Corridore          | Squadra         | Tempo     |
| ---- | ------------------ | --------------- | --------- |
| 1    | David George       | Relax-GAM       | 26h43'55" |
| 2    | Francesco Bellotti | Crédit Agricole | a 1'52"   |
| 3    | Gabriele Missaglia | Selle Italia    | a 1'56"   |

## Classifiche finali

### Classifica generale
| Pos. | Corridore                 | Squadra                               | Tempo     |
| ---- | ------------------------- | ------------------------------------- | --------- |
| 1    | David George              | Relax-GAM                             | 26h43'55" |
| 2    | Francesco Bellotti        | Crédit Agricole                       | a 1'52"   |
| 3    | Gabriele Missaglia        | Selle Italia-Serramenti Diquigiovanni | a 1'56"   |
| 4    | Cesar Grajales            | Navigators                            | a 2'31"   |
| 5    | Walter Pedraza            | Selle Italia-Serramenti Diquigiovanni | a 3'11"   |
| 6    | José Serpa                | Selle Italia-Serramenti Diquigiovanni | a 4'20"   |
| 7    | Jose Miguel Elias Galindo | Relax-GAM                             | a 4'41"   |
| 8    | Laurent Lefèvre           | Bouygues                              | a 4'46"   |
| 9    | Robin Sharman             | ReCycling.co.uk                       | a 4'57"   |
| 10   | Benoît Poilvet            | Crédit Agricole                       | a 5'15"   |